# رايموند فلين
رايموند فلين (22 يوليو 1939 في الولايات المتحدة - ) (بالإنجليزية: Raymond Flynn)‏ هو دبلوماسي وسياسي وكاتب سير وروائي ولاعب كرة سلة أمريكي في مركز مدافع مسدد الهدف.

## وصلات خارجية
- رايموند فلين على موقع سبورتس رفرنس (الإنجليزية)
- رايموند فلين على موقع كلية كرة السلة في سبورتس رفرنس.كوم (الإنجليزية)
- رايموند فلين على موقع ريلجم (الإنجليزية)